# Lily Chao
Lily Chao, vlastním jménem Chao Siao-Jun (čínsky 趙曉君, * 1948) je tchajwanská popová zpěvačka, která byla aktivní v 60. a 70. letech 20. století.
Narodila na Tchaj-wanu v roce 1948, v době, kdy pevninská Čína procházela po skončení čínské občanské války rychlými změnami. Poté, co ve svém dívčím věku zažila těžké časy, se zcela neochotně pustila do zpěvu. V devatenácti letech byla donucela vzdát se studia, aby uživila rodinu. Její kariéra začala poté, co úspěšně prošla konkurzem na zpěvačku v tchajpejském kabaretu, kde v rámci představení kombinovala hudbu v mandarínštině, poezii, drama, kouzla a další výtvarné umění. Tím si brzy získala renomé. Navzdory okamžitému úspěchu, který jí přinesla četná jevištní vystoupení a účinkování v celostátním televizním kanálu, vedla chaotický a bolestný soukromý život. Protože se málo usmívala a měla tendenci působit odtažitě, diváci jí přezdívali „ledová královna”, což byla přezdívka, která jí zůstala až do konce kariéry.
Její album Chinese Folk Songs (v překladu: Čínské lidové písně) v roce 1968 vydalo vydavatelství Four Seas Records. Album stojí na půli cesty mezi čínskými lidovými písněmi a rockovým zpěvem inspirovaným kapelou The Shadows.

## Diskografie
- Chinese Folk Songs (1968, Four Seas Records)